# Karl-Heinz Kott
Karl-Heinz Kott (* 12. Februar 1938) ist ein ehemaliger deutscher Fußballspieler. Der Defensivspieler hat von 1958 bis 1966 bei den Vereinen SV Waldhof Mannheim, Stuttgarter Kickers und VfR Mannheim 80 Spiele (8 Tore) in der Fußball-Oberliga Süd beziehungsweise 79 Spiele in der Fußball-Regionalliga Süd absolviert.

## Karriere
Karl-Heinz Kott stieg in der Saison 1957/58 mit dem SV Waldhof Mannheim als Meister der 2. Liga Süd in die Oberliga Süd auf. Dort absolvierte er in der Saison 1958/59 26 Spiele für den Waldhof. Nach dem Abstieg von Waldhof unterschrieb er einen Vertrag bei den Kickers in Stuttgart. Aber auch bei den Blauen von Degerloch ereilte ihn 1959/60 erneut der Abstieg in die 2. Liga. An der Seite von Mitspielern wie Pál Csernai, Herbert Dienelt und Manfred Eglin kam er auf 22 Oberligaeinsätze (1 Tor). In der 2. Liga 1960/61 kam er lediglich auf sieben Einsätze (1 Tor); jetzt spielte zumeist Rolf Steeb auf der Mittelläuferposition und nach dem 8. Rang der Kickers, wechselte Kott wieder nach Mannheim und schloss sich dem dortigen VfR in der Oberliga Süd an. Im vorletzten Jahr der Oberliga, 1961/62, reichte es für ihn lediglich zu sieben weiteren Oberligaeinsätzen. Im letzten Jahr dagegen, 1962/63, gehörte er mit 25 Ligaeinsätzen und sieben Toren als Leistungsträger der Stammformation des VfR an. Mit Mitspielern wie Hans Benzler, Hans-Jürgen Wäckerle, Günter Rehbein, Hans Arnold und Rudolf Bast belegte er mit seinem Verein den 12. Rang und spielte damit ab 1963/64 in der zweitklassigen Regionalliga Süd. Das letzte Spiel in der Oberliga bestritt er mit den Rasenspielern beim Nachholspiel am 12. Mai 1963 bei einem 2:2 gegen Ulm 1846, als er als Mittelstürmer im Einsatz gewesen war und ein Tore erzielte.
Sein Debüt in der Regionalliga Süd erlebte Kott 1963/64 am 10. Spieltag, beim Heimspiel gegen den Meisterschaftsfavoriten FC Bayern München. Beim überraschenden 3:0-Erfolg spielte er rechter Verteidiger und half in der VfR-Defensive mit, Angreifern wie Norbert Wodarzik, Karl Schneider, Dieter Brenninger und Rainer Ohlhauser nicht zum Torerfolg kommen zu lassen. Am Rundenende belegte der VfR Mannheim den 6. Rang und Kott hatte in 24 Ligaspielen mitgewirkt. Auch 1964/65 machten es Kott und Kollegen dem Meister und BL-Aufsteiger Bayern München schwer: In München erkämpfte sich der VfR in der Rückrunde am 4. April 1965 ein 0:0 und der als linker Verbinder aufgebotene Kott verstärkte wirkungsvoll die Defensive der Gäste und konnte somit im Verbund mit Hans Benzler, Walter Duttenhofer, Hans-Jürgen Wäckerle und Rehbein den 146-Tore-Angriff der Bayern lahmlegen. Wiederum kam er mit dem VfR am Rundenende auf dem 6. Rang ein. In der dritten Regionalligasaison, 1965/66, steigerte er seine Einsatzquote auf 28 Ligaeinsätze, aber der VfR rutschte auf den 12. Tabellenplatz ab. Während der Hinrunde zwang ihn eine Verletzung aus dem Spiel bei der SpVgg Fürth (2:3) zu einer fast zweimonatigen Pause. Am 20. November 1965 besiegte der VfR Mannheim den kommenden Meister FC Schweinfurt 05 mit 3:1 und Kott bildete dabei als Stopper mit den zwei Außenläufern Rehbein und Wolfgang Platz die zentrale Läuferreihe. Nach Rundenende wechselte er zur Saison 1966/67 in die Division 1A zu Sporting Charleroi nach Belgien.
Kott spielte 1958 in zwei Auswahlmannschaften: Am 10. September führte der DFB ein Sichtungsspiel der Juniorennationalmannschaft durch. In Düsseldorf trennten sich eine A- und eine B-Auswahl 2:2 und Kott wurde dabei im A-Team für Willi Giesemann als Mittelläufer eingewechselt. Am 19. November 1958 gehörte er in Sofia einer nordbadischen Vertragsspielerelf an, welche sich mit 4:2 gegen die B-Nationalmannschaft von Bulgarien durchsetzte. Nordbaden war in der Läuferreihe mit Heinz Ruppenstein, Kott und Bernhard Termath vertreten gewesen.